# Aeglocryptus nigricornis
Aeglocryptus nigricornis är en stekelart som först beskrevs av Brulle 1846.  Aeglocryptus nigricornis ingår i släktet Aeglocryptus och familjen brokparasitsteklar. Inga underarter finns listade i Catalogue of Life.